# Arthur Hotaling
Arthur Hotaling  né le 3 février 1873 à New York (États-Unis), et mort le 13 juillet 1938 en Californie (États-Unis), est un réalisateur, producteur, scénariste et acteur américain.

## Filmographie

### Comme réalisateur
- 1910 : Rastus in Zululand (it)
- 1911 : A Gay Time in Atlantic City (it)
- 1911 : A Gay Time in Washington
- 1911 : A Question of Modesty (it)
- 1911 : The Human Torpedo
- 1911 : A Nearsighted Chaperone
- 1911 : A Hot Time in Atlantic City (it)
- 1911 : Willie's Conscience (it)
- 1911 : A Gay Time in New York City
- 1911 : Jack's Umbrella
- 1911 : Some Mother-in-Law (it)
- 1911 : Love's Labor Lost
- 1912 : Object Matrimony
- 1912 : Revenge
- 1912 : Man Wanted
- 1912 : Nora the Cook
- 1913 : Stage-Struck Sally
- 1913 : Fooling Their Wives
- 1913 : She Must Elope
- 1913 : The Missing Jewels
- 1913 : The Rest Cure
- 1913 : Training a Tightwad
- 1913 : Will Willie Win?
- 1913 : Sixes and Nines
- 1913 : Jim the Burglar
- 1913 : The Fake Soldiers
- 1913 : His Widow
- 1913 : Collecting the Bill
- 1913 : Angel Cake and Axle Grease
- 1913 : Minnie the Widow
- 1913 : Beating Mother to It
- 1913 : Sunshine Sue
- 1913 : Fixing Auntie Up
- 1913 : She Must Be Ugly
- 1913 : Hattie's New Hat
- 1913 : A Ten Acre Gold Brick
- 1913 : Lucky Cohen
- 1913 : His First Experience
- 1913 : Detective Dot
- 1913 : Kate the Cop
- 1913 : The Zulu King
- 1913 : Building a Trust
- 1913 : Zeb, Zack and the Zulus
- 1913 : The Widow's Wiles
- 1913 : Rastus Among the Zulus
- 1913 : Getting Married
- 1913 : Her Wooden Leg
- 1913 : All on Account of Daisy
- 1914 : All in the Air
- 1914 : Outwitting Dad
- 1914 : The Substitute
- 1914 : He Won a Ranch
- 1914 : The Particular Cowboys
- 1914 : For Two Pins
- 1914 : Who's Boss?
- 1914 : Kate Waters of the Secret Service
- 1914 : She Was the Other
- 1914 : The Servant Girl's Legacy
- 1915 : When Mother Visited Nellie
- 1915 : Si and Su, Acrobats
- 1915 : It Happened on Wash Day
- 1915 : He Couldn't Explain
- 1915 : Clothes Count
- 1915 : Percival's Awakening
- 1915 : The Twin Sister
- 1915 : A Lucky Strike
- 1915 : The Club Man
- 1915 : Matilda's Legacy
- 1915 : Out for a Stroll
- 1915 : The New Butler
- 1915 : He's a Bear
- 1915 : A Safe Investment
- 1915 : Just Like Kids
- 1915 : A Day on the Force
- 1915 : Cannibal King
- 1915 : Wifie's Ma Comes Back
- 1915 : When Wifie Sleeps
- 1915 : Susie's Suitors
- 1915 : Billie's Heiress
- 1915 : Billie's Debut
- 1915 : Her Romeo
- 1915 : The Life Guard
- 1915 : Billie Joins the Navy
- 1915 : Horrible Hyde
- 1915 : An Artful Artist
- 1915 : Queenie of the Nile
- 1915 : The Golden Oyster
- 1915 : Captain Kidd and Ditto
- 1915 : The Cello Champion
- 1915 : Think of the Money
- 1915 : Playing Horse
- 1915 : His Body Guard
- 1915 : The Cellar Spy
- 1915 : His Wife's New Lid
- 1916 : A Ready-Made Maid
- 1917 : Hard Luck
- 1917 : The General
- 1917 : A Depot Romeo
- 1917 : Make Your Eyes Behave (it)
- 1917 : Lunch (it)
- 1918 : The Geaser of Berlin
- 1924 : Alice in Dreamland
- 1926 : My Baby
- 1926 : The Flirting Fool
- 1928 : A Gentleman Preferred (en)

### Comme producteur
- 1914 : A Tango Tragedy
- 1914 : Outwitting Dad
- 1914 : Casey's Birthday
- 1914 : Building a Fire
- 1914 : He Won a Ranch
- 1914 : The Particular Cowboys
- 1914 : For Two Pins
- 1914 : A Brewerytown Romance
- 1914 : The Female Cop de Jerold T. Hevener
- 1914 : Long May It Wave
- 1914 : Who's Boss?
- 1914 : His Sudden Recovery
- 1914 : The Kidnapped Bride de  Frank Griffin
- 1914 : Worms Will Turn
- 1914 : The Rise of the Johnsons
- 1914 : He Wanted Work
- 1914 : They Bought a Boat
- 1914 : Back to the Farm
- 1914 : Making Auntie Welcome
- 1914 : Never Too Old
- 1914 : The Green Alarm
- 1914 : Embrasse-moi, idiot (A Fool There Was) de Frank Powell
- 1914 : Pins Are Lucky
- 1914 : Jealous James
- 1914 : When the Ham Turned
- 1914 : The Smuggler's Daughter
- 1914 : She Married for Love
- 1914 : The Soubrette and the Simp
- 1914 : Kidnapping the Kid
- 1914 : The Honor of the Force
- 1914 : She Was the Other
- 1914 : The Daddy of Them All
- 1914 : Mother's Baby Boy
- 1914 : The Servant Girl's Legacy
- 1914 : He Wanted His Pants
- 1914 : Dobs at the Shore
- 1914 : The Fresh Air Cure
- 1914 : Weary Willie's Rags
- 1915 : What He Forgot
- 1915 : They Looked Alike
- 1915 : Spaghetti a la Mode
- 1915 : Gus and the Anarchists
- 1915 : Cupid's Target
- 1915 : Shoddy the Tailor
- 1915 : The Prize Baby
- 1915 : An Expensive Visit
- 1915 : Cleaning Time
- 1915 : Mixed Flats
- 1915 : Safety Worst
- 1915 : The Twin Sister
- 1915 : Who Stole the Doggies?
- 1915 : A Lucky Strike
- 1915 : Matilda's Legacy
- 1915 : Capturing Bad Bill
- 1915 : Her Choice
- 1915 : Cannibal King
- 1915 : What a Cinch
- 1915 : The Dead Letter
- 1915 : The Haunted Hat
- 1915 : Avenging Bill
- 1915 : Babe's School Days
- 1916 : Edison Bugg's Invention
- 1916 : A Terrible Tragedy
- 1916 : It Happened in Pikesville

### comme scénariste
- 1910 : An American Count
- 1913 : The Fake Soldiers
- 1914 : For Two Pins
- 1914 : When the Ham Turned
- 1915 : A Lucky Strike
- 1915 : Matilda's Legacy
- 1915 : The Haunted Hat

### comme acteur
- 1910 : Percy the Cowboy
- 1910 : Mike the Housemaid
- 1910 : Right in Front of Father
- 1910 : An American Count
- 1913 : Will Willie Win?
- 1925 : Kit Carson Over the Great Divide : Lieutenant John C. Frémont
- 1927 : King of the Herd
- 1927 : Better Days
- 1928 : Old Age Handicap
- 1928 : The Little Wild Girl : Duncan Cleste